# Juri Cipot
Juri Cipot (madžarsko Czipott György, prekmursko Djürji Cipott, tudi Jurij Czipott), slovenski evangeličanski duhovnik in pisatelj na Madžarskem, * 6. april 1793 ali 1. april 1794, Puconci, † 9. november 1834, Hodoš.

## Življenje in delo
Juri Cipot, oče pisatelja Rudolfa Cipota, se je rodil očetu Miklošu Cipotu in materi Flori Pekitš. Družina se je kmalu nato preselila v Polano. Juri je v Šopronu hodil v evangeličanski licej in prav tam študiral teologijo ter bil posvečen. Kaplanoval je v Kermendinu (Körmend) in nato v Legradu na Hrvaškem. Od leta 1821 je kaplanoval in učiteljeval v Hodošu. Zaslužen je, da so leta 1823 v Hodošu pričeli graditi novo cerkev. Leta 1829 je napisal molitvenik Dühovni áldovi, ki je doživel več ponatisov in je še sedaj v uporabi.
Na mestu kaplana v Hodošu ga je nasledil pisatelj in pesnik Janoš Kardoš.

## Dela
- Dühovni áldovi ali molitvene knige Krszcsenikom na szrdcza i düse opravo i obeszeljávanye vu tuzni 'zitka vöraj. Szpravlene po Czípott Gyürji Evangelicsánszke Hodoske Fare Dühovniki. V. Sombathéli z Perger Ferentza píszkmi 1829. (COBISS)